# Arrondissement Argenteuil
Arrondissement Argenteuil (fr. Arrondissement d'Argenteuil) je správní územní jednotka ležící v departementu Val-d'Oise a regionu Île-de-France ve Francii. Člení se dále na 5 kantonů a 7 obcí.

## Kantony
od roku 2015:
- Argenteuil-1 (část)
- Argenteuil-2
- Argenteuil-3
- Franconville (část)
- Herblay

před rokem 2015:
- Argenteuil-Est
- Argenteuil-Nord
- Argenteuil-Ouest
- Bezons
- Cormeilles-en-Parisis
- Herblay
- Sannois